# 赛塞塔县
賽塞塔縣是老撾阿速坡省的一個勐。勐名來自於老撾歷史上的瀾滄王國君主赛塔提拉。當地平均气温24℃。最热的月份是3月，为28°C，最冷的月份是8月，为21°C。年平均降雨量为2,353毫米。最潮湿的月份是9月，降雨量为476毫米，最乾燥的2月降雨量为1毫米。